# منظمة الإسناد التقني لدى الطوارئ

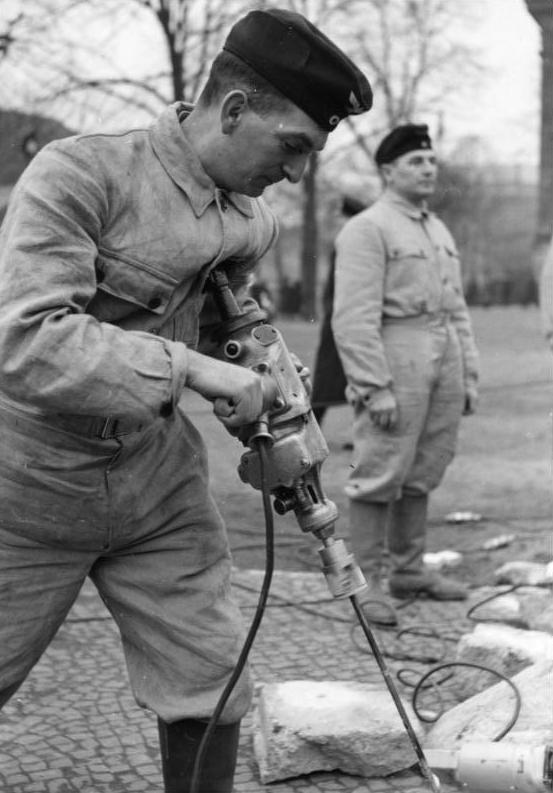
يُظهر أعضاء فيلق الطوارئ الفني مهاراتهم لعامة الناس في برلين 1939.

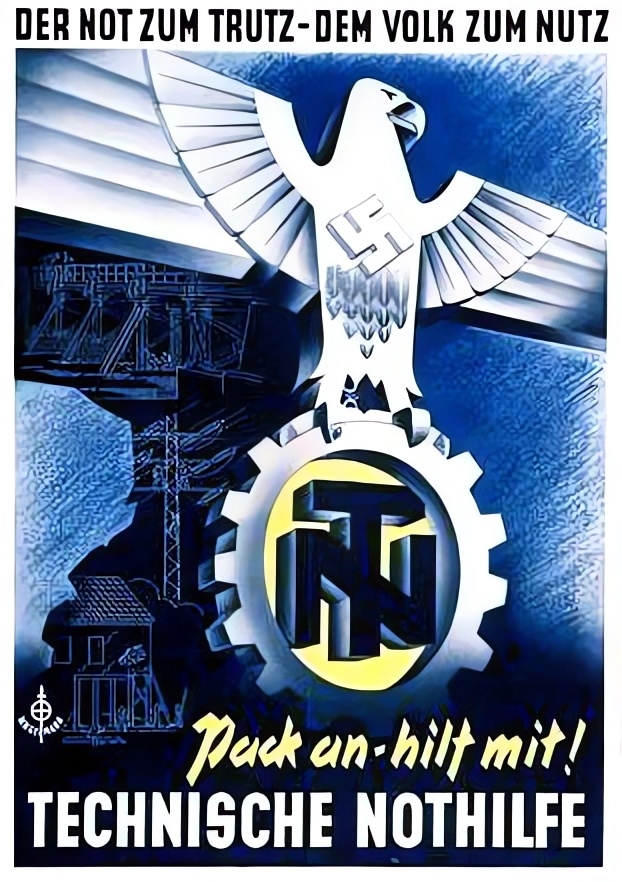
ملصق للمنظمة

منطمة الإسناد التقني أو الإعانة التقنية لدى الطوارئ (بالألمانية: Technische Nothilfe) (اختصار لـ TN و TeNo و TENO ؛ حرفيًا: 'فيلق الطوارئ الفني') منظمة ألمانية. بدأت منظمة لفك الإضراب بعد الحرب العالمية الأول، لكنها تطورت لتصبح وحدة استجابة لحالات الطوارئ التطوعية. خلال الفترة النازية، أصبحت المنظمة مسؤولة عن الدفاع المدني التقني.

### نائب الرئيس

شعار النائب

## قيادة

### الرئيس

شعار الرئيس

| الرقم | صورة                  | Chief of the TN              | تولى المنصب     | ترك المنصب     | مدة شغل المنصب   |
| ----- | --------------------- | ---------------------------- | --------------- | -------------- | ---------------- |
| 1     | Otto Lummitzsch (de)  | Otto Lummitzsch (1886–1962)  | January 1919    | April 1934     | 15 سنوات و3 شهور |
| 2     | Hans Weinreich (de)   | Hans Weinreich (1896–1963)   | April 1934      | September 1943 | 9 سنوات و5 شهور  |
| 3     | Willy Schmelcher (de) | Willy Schmelcher (1894–1974) | 15 October 1943 | May 1945       | 1 سنة و6 شهور    |